# Spider-Man: Battle for New York
Spider-Man: Battle for New York es un videojuego de acción y plataformas protagonizado por el personaje de cómics Spider-Man, desarrollado por Torus Games y publicado por Activision para las portátiles Game Boy Advance y Nintendo DS. Llegó al mercado norteamericano el 4 de noviembre de 2006 y al mercado europeo el 1 de diciembre del mismo año.
Spider-Man: Battle for New York está ambientado en el universo de Ultimate Spider-Man, en donde Spider-Man debe enfrentarse al Duende Verde para detener sus planes de adueñarse la ciudad de Nueva York. Como extra, es posible manejar al Duende Verde, villano de Spider-Man, al igual que ocurría con Venom en el juego Ultimate Spider-Man.

## Trama
Nota: esta explicación del trama del juego es a base de la versión para la consola de Game Boy Advance.

### Furia del Duende (1 y 2)
Tras el accidente que le proporcionó a Peter Parker los poderes arácnidos, Norman Osbron trata de recrear el experimento pero a rasgos mayores. Inyectándose la droga "OZ", Osborn se transformó en el Duende Verde. Tras unas visiones donde unos fantasmas comparándolo con Parker, el Duende escapa dirigiéndose al Instituto Midtown (donde estudia Peter). Tras incendiar varios mecheros se provoca un incendio.

### El chico nuevo de la clase (1 y 2)
Tras una rápida evacuación (aunque algunas personas quedaron atrapadas), Peter se aleja de la multitud para vestirse como Spider-Man y salvar a los atrapados.

### Batalla en el puente
Al encontrarse cara a cara con el Duende Verde, Spider-Man es atacado por este. Para evitar dañar a las personas, Spidey lleva la pelea al Puente Brooklyn. Tras un duro enfrentamiento (en el cual interviene el NYPD), Osborn cae a las aguas. Luego de retirarse de la escena la Policía y Spider-Man, agentes de S.H.I.E.L.D. sacan al Duende del río y lo llevan a los cuarteles generales en Triskelion.

### Malvado fugitivo verde (1 y 2)
En medio de un interrogatorio a Osborn por parte de Nick Fury, el primero escapa de la prisión.

### Rescate en Chinatown
Un misterioso disturbio en Chinatown hace que Spider-Man se driga ahí. Tras vencer algunos matones y rescatar algunos ciudadanos, Spidey va al centro del problema: un simio mutante verde.

### Un mono en Chinatown
Tras derrotar al Simio, Spidey se da cuenta de que era una parsona que mutaba a esa forma, pero no puede averiguar más ya que S.H.I.E.L.D. llega a la escena.

### Torres Fisk (1 y 2)
Tras pedirles unos consejos a Ben Urich (un reportero del Daily Bugle), Spider-Man se dirige a las Torres Fisk para averiguar si la banda de matones tenía alguna relación con Wilson Fisk (alias: Kingpin, el rey del crimen). Tras desactivar las cámaras, Spider-Man llega a la oficina de Kingpin, pero se encuentra con alguien totalmente diferente.

### Un montón de arañas
Sable Plateado se enfrenta a Spidey, junto con sus minas-arañas, unos robots arácnidos que explotan al tocarlos. Pero una chica con un traje plateado y un montón de arañas no logran vencer a Spider-Man.

### Edificio C, Calle 30 Oeste (1 y 2)
Tras vencer a Sable Plateado, Kingpin se presenta en su oficina y atrapa a Spider-Man desprevenido. Spidey logra escapar y consigo se lleva unos papeles que le indican que puede seguir un rastro de los hombres-super-desarrollados de Kingpin ahí. Spider-Man se dirige a la Calle 30 del Oeste y entra en el Edificio C. Luego de acabar a todos los matones, Spider-Man ve que una misteriosa silueta huye por una puerta. Spidey estaba por averiguar quién era cuando llega Nick Fury junto a S.H.I.E.L.D. Nick le cuenta que esa misteriosa silueta era Osborn y que había escapado de Triskelion. También le informa de que Osborn está tras él, Spider-Man le dice a Fury que debería llamar a Los Ultimates, pero están ocupados en Europa. Por si Osborn trata de atraparlo, Fury le da un rastreador.

### Armas biológicas en Brooklyn
Spider-Man vuelve a visitar a Ben Urich y este le da una información sobre unas armas biológicas que se encuentran el Brooklyn. Tras colocar unas cámaras para tener pruebas contra Osborn, Spidey se dirige a un cuarto muy extraño

### Secretos Siniestros
Spidey se encuentra con un montón de matones transformados en ese cuarto y se enfrenta con ellos. Luego de vencerlos, Spider-Man revisa en una computadora y se da cuenta de que esos matones son de Kingpin. El arácnido entra a la oficina de Kingpin, pero Fisk prefiere encargarse de Spidey por el mismo.

### Entrevista con Kingpin
Kigpin hace frente a Spider-Man con todos sus matones, pero Spidey lo logra vencer. Tras dejar a Fisk tras una telaraña, Spidey le cuenta que Osborn está haciendo experimentos con su gente.

### Daño colateral
Tras llegar a su edificio en Brooklyn y ver que Spider-Man ha reducido a sus matones, el Duende Verde coloca bombas para no dejar ninguna prueba de sus experimentos.

### Paseo por Manhattan (1 y 2)
Tras percatarse que la fórmula OZ le está quitando el juicio, Osborn se dirige a sus laboratorios en Manhattan para poder neutralizar los efectos de la fórmula OZ. Al llegar a la oficina del edificio se encuentra con Sable Plateado.

### Negocios
Luego de un duro enfrentamiento, Osborn le da una paliza a Sable.

### El Ejército de los Monstruos
Spider-Man llega al lugar donde Sable se enfrentó a Osborn, pero solo encuentra a unos matones para su bienvenida. Tras derrotarlos se encuentra con el Duende Verde

### Batalla campal
Tras encontrarse con Parker en donde se enfrentó con Sable, el Duende se ve cara a cara con Kingpin.

### Huida nocturna
El Duende estaba a punto de tirar a Fisk por el borde del edificio cuando llega S.H.I.E.L.D. y empieza a perseguirlo.

### Buscar al Duende
Tras consultar con Ben Urich, Spidey ve si puede seguir la pista de Osborn en un distrito de almacenes que figuraban bajo un nombre falso. Tras noquear algunos matones, Spider-Man se encuentra con Osborn en uno de los laboratorios.

### Baterías no incluidas
Osborn estaba preparando un nuevo monstruo con poderes eléctricos y antes de soltarlo para que peleara con Spider-Man, Osbron le avisó al arácnido que iría a enfrentarse con Fury. Luego de noquear al matón-eléctrico, Spider-Man se dirigie a avisarle a Fury de los planes del Duende.

### Asalto a S.H.I.E.L.D. (1 y 2)
Al llegar al Helicarrier de S.H.I.E.L.D., Osborn coloca bombas, también acaba con varios agentes para poder llegar al nivel superior, a un paso de Fury.

### Las armas de Fury
Al penetrar el niver superior, Nick decide hacerse cargo de Osborn personalmente, usando sus torrentes de plasma teledirigidos. Tal armamento no bastó por lo que el Duende logró derribar el Helicarrier.

### Cazar al Duende
Spider-Man llega a las ruinas del Helicarrier, donde Nick Fury le dice que el Duende sigue adentro y que lo busque. Pero el camina hasta el Duende se le hace difícil con la intromisión de varios matones.

### El último capítulo
Spider-Man se enfrenta al Duende en una batalla mortal, pero para peor, Osborn se ha fortalecido. Tras una dura lucha, el Duende cae y se da cuenta de que se está desmutando, su fórmula ha fallado. Luego de que Norman fuera sacado de la escena por agentes de S.H.I.E.L.D., Nick Fury felicita a Spider-Man por su labor. Para sorpresa, los Ultimates han arribado a ayudar. El Capitán América le ordena a Peter que descanse y, una orden es una orden.

## Enemigos
Nota: Esta lista de enemigos está basada en la consola para Game Boy Advance.

### Matones
- Matones Simples 1: Son unos matones débiles, visten una remera anaranjada y pantalón azules.
- Matones Simples 2: Son parecidos a los primeros sólo que más duraderos. Visten remera morada y pantalón gris.
- Matones Armados 1: Son unos matones que tienen armas, disparan adelante, abajo y en diagonal. Si su objetivo está cerca le golpea con el arma. Visten una campera marrón y un pantalón marrón claro.
- Matones Armados 2: Son iguales en la forma de atacar que los primeros, pero visten una campera amarilla y pantalón azul.
- Matones Musculosos: Matones muy fuertes pero no muy listos. Su vaquero y musculosa negra es los hace ver más intimidantes.
- Matones con Bate: Visten un pantalón azul y un buzo rojo o amarillo, cuando contra-atacan con el bate es cuando hay que alejarse de ellos.
- Matones Armados Lanza-Plasma: Caen fácil, de no ser que tienen armas lanza plasma. Las bolas de plasma van en zig zag y cuando chocan con algo producen una explosión de plasma. Se visten como los Matones Simples 1 pero su remera es amarilla.

### Agentes de S.H.I.E.L.D.
- Agente de S.H.I.E.L.D. 1: Visten un traje celeste, lanzan rayos por sus armas. En enfrentamientos cuerpo a cuerpo, golpean con su arma.
- Agente de S.H.I.E.L.D. 2: Visten un traje verde, lanzan una especie de líquido verde. En enfrentamientos cuerpo a cuerpo, recurren al mismo método que los otros agentes.
- Agente de S.H.I.E.L.D. 3: Visten un traje blanco y belle, su arma y su ataque son los mismos que los de los Agentes 1, pero también lanzan bolas de electricidad.

### Hijos de OZ
- Hijos de OZ: Son los matones mejorados genéticamente, sus contraataques son muy fuertes y pueden lanzar plasma por sus manos.

### Jefes
- El Duende (vs. Spider-Man): Esta batalla se desarrolla en el puente Brooklyn, el Duende ataca lanzando las bolas de fuego menos potentes. Pero de relleno está un helicóptero del NYPD que cada tanto dispara algunos tiros.
- El Simio (vs. Spider-Man): Va corriendo por toda la sala, si llega a encontrar a Spidey en alguna pared puede dar un salto y derribarlo.
- Sable Plateado (vs. Spider-Man): Sable está acompañada de arañas robots que al tocarlas explotan, mientras ellas atacan, Sable se queda volando en un jetpack disparando, si se le hiere bastante, ella caerá, pero luego de unos golpes volverá con su jetpack.
- Kingpin (vs. Spider-Man): Fisk irá corriendo por el piso de arriba hasta que Spider-Man se quede quieto, cuando pase esto, Kingpin se tirará al piso de abajo. Volverá a subir y hacer de nuevo su estrategia. Cada tanto salen de una puerta dos Matones Simples.
- Sable Plateado (vs. Duende Verde): Ella volverá a estar en el jetpack volando, pero tendrá un escudo que le protegerá la parte delantera, cuando encuentre al Duende quieto, le disparará.
- Kingpin (Duende Verde): Irá embistiendo por la sala, al llegar de donde partió, provocará un temblor en el piso golpeándolo.
- Electro (vs. Spider-Man)': Puede lanzar bolas eléctricas que recorren el piso, la pared, el techo, la otra pared, y el piso hasta desintegrarse. También lanza una "barrera" de bolas que desalinea y se desintegra. También puede hacer ataques directos con sus dos baras.
- El Duende (vs. Spider-Man): Esta vez Osborn está fortalecido, también puede dar saltos altos y propagar llamas al golpear el piso. Cuando está muy enojado usa un círculo de fuego para protegerse.